# Deep Purple in Rock
Deep Purple in Rock is het vierde studio-album van de Britse hardrockband Deep Purple, het eerste in de meest succesvolle samenstelling, de MK2-samenstelling.
De opnames van deze lp vinden plaats in drie studio's: De Lane Lea Studios, Abbey Road Studios en in de IBC-studio.
Het album wordt een enorm succes, de tijdloze hit "Child in Time" wordt met deze elpee uitgebracht. Het volgende album dat uitgebracht wordt is niet de eerstvolgende opname, Gemini Suite Live wordt eerst opgenomen, maar pas jaren later (1993) uitgebracht.
De hoes is geïnspireerd op het monument van Mount Rushmore en laat de gezichten van de bandleden zien, groots uitgehakt in rots.

## Tracklist

### Lp 1970, cd 1982
1. Speed King – 5:51 (Blackmore/Gillan/Glover/Lord/Paice)
2. Bloodsucker – 4:08 (Blackmore/Gillan/Glover/Lord/Paice)
3. Child in Time – 10:16 (Blackmore/Gillan/Glover/Lord/Paice)
4. Flight of the Rat – 7:53 (Blackmore/Gillan/Glover/Lord/Paice)
5. Into the Fire – 3:29 (Blackmore/Gillan/Glover/Lord/Paice)
6. Living Wreck – 4:30 (Blackmore/Gillan/Glover/Lord/Paice)
7. Hard Lovin' Man – 7:10 (Blackmore/Gillan/Glover/Lord/Paice)

### 25th Anniversary Edition cd 1995
De analoge opnames zijn digitaal remastered. Inclusief 24 bladzijden tellend boekje over de historie van Deep Purple en het opnameproces van deze lp.
1. Speed King – 5:53 (Blackmore/Gillan/Glover/Lord/Paice)
2. Bloodsucker – 4:13 (Blackmore/Gillan/Glover/Lord/Paice)
3. Child in Time – 10:18 (Blackmore/Gillan/Glover/Lord/Paice)
4. Flight of the Rat – 7:55 (Blackmore/Gillan/Glover/Lord/Paice)
5. Into the Fire – 3:29 (Blackmore/Gillan/Glover/Lord/Paice)
6. Living Wreck – 4:31 (Blackmore/Gillan/Glover/Lord/Paice)
7. Hard Lovin' Man – 7:10 (Blackmore/Gillan/Glover/Lord/Paice)
8. Black Night [Original Single Version] - 3:27
9. Studio Chat-Deep Purple - 0:33
10. Speed King [Piano Version] - 4:15
11. Studio Chat-Deep Purple - 0:27
12. Cry Free [Roger Glover Remix] - 3:21
13. Studio Chat-Deep Purple - 0:05
14. Jam Stew [Unreleased Instrumental] - 2:31
15. Studio Chat-Deep Purple - 0:40
16. Flight of the Rat [Roger Glover Remix] - 7:55
17. Studio Chat-Deep Purple - 0:31
18. Speed King [Roger Glover Remix] - 5:53
19. Studio Chat-Deep Purple - 0:23
20. Black Night [Unedited Roger Glover Remix] - 4:47

## Bezetting
- Ian Gillan: Zang
- Roger Glover: Basgitaar
- Ritchie Blackmore: Gitaar
- Jon Lord: Toetsen
- Ian Paice: Drums, percussie

Ian Paice · Roger Glover · Ian Gillan · Steve Morse · Don Airey

Jon Lord † · Ritchie Blackmore · Rod Evans · Nick Simper · David Coverdale · Glenn Hughes · Tommy Bolin † · Joe Lynn Turner · Joe Satriani